# Бастијан Швајнштајгер
Бастијан Швајнштајгер (Колбермор, 1. август 1984) бивши је немачки фудбалер. Играо је на средини терена.

## Каријера
Швајнштајгер је од 2002. до 2015. одиграо 500 утакмица за Бајерн Минхен и освојио осам шампионских титула у Бундеслиги, седам трофеја у Купу и Лигу шампиона 2013. године. Он је 2015. године прешао у Манчестер јунајтед, са којим је освојио ФА куп, пре него што је 2017. године потписао за Чикаго фајер. У октобру 2019. је објавио крај играчке каријере.
Први пут је заиграо за репрезентацију Немачке 6. јуна 2004. у Кајзерслаутерну, на утакмици против Мађарске. У дресу репрезентације је играо до 2016, и у том периоду је одиграо 121 утакмицу и постигао 24 гола. Са Немачком је освојио Светско првенство 2014. године у Бразилу.

## Трофеји

### Бајерн Минхен
- Првенство Немачке (8) : 2002/03, 2004/05, 2005/06, 2007/08, 2009/10, 2012/13, 2013/14, 2014/15.
- Куп Немачке (7) : 2002/03, 2004/05, 2005/06, 2007/08, 2009/10, 2012/13, 2013/14.
- Суперкуп Немачке (2) : 2010, 2012.
- Лига куп Немачке (2) : 2004, 2007.
- Телеком куп Немачке (2) : 2013, 2014.
- Лига шампиона (1) : 2012/13. (финале 2009/10, 2011/12).
- УЕФА суперкуп (1) : 2013.
- Светско клупско првенство (1) : 2013.

### Манчестер јунајтед
- ФА куп (1) : 2015/16.

## Приватни живот
Брат Тобијас је такође био професионални фудбалер.
Током 2016. и 2017. године, неколико пута је био гост КК Партизан на утакмицама у Београду.
Дана 12. јула 2016. године, оженио се српском тенисерком Аном Ивановић. Дана 18. марта 2018 године, добио је сина са Аном Ивановић и назвали су га Лука. Дана 30. августа 2019. добио је другог сина са Аном, којег су назвали Леон.